# Mercado Mexicano de Derivados
El Mercado Mexicano de Derivados o Bolsa de Derivados de México (MexDer) forma parte de la Bolsa Mexicana de Valores, y se ubica en el mismo edificio que esta. 

## Historia
MexDer sostiene que su formación se discutía por primera vez en 1994. Inició operaciones el 15 de diciembre de 1998.
En septiembre de 1999, el Consejo de Administración de MexDer aprobó el proyecto para crear un sistema de negociación electrónico. El sistema se llamaba «SENTRA-DERIVADOS»; se realizaba usando tecnología cliente-servidor en una red TCP/IP.
En marzo de 2004, empezaron a usar el sistema español «S/MART» como sistema central de negociación en conjunto con «SENTRA-DERIVADOS».
En enero de 2009, MexDer firmó un acuerdo estratégico con «Real Time Systems» (RTS) para proporcionar una pantalla de negociación que permitiera operar todos los productos listados en MexDer.
El 1 de noviembre de 2017, MexDer reemplazó el sistema «RTS» como pantalla de negociación de MexDer por el sistema de FIS Global llamado «Valdi Trader».

## Organización
MexDer es una sociedad anónima. 